# 縫ノ池
縫ノ池（ぬいのいけ）は、佐賀県杵島郡白石町の西部、大字湯崎の川津地区中心部に位置する湧水による池である。広さはおよそ0.6ヘクタールで、池の中央には市杵嶋姫命を祀る厳島神社がある。地下水の過剰汲み上げにより40年以上枯渇していたが、2001年に湧水が戻り復活した。佐賀県が選定する「22世紀に残す佐賀県遺産」の一つ。

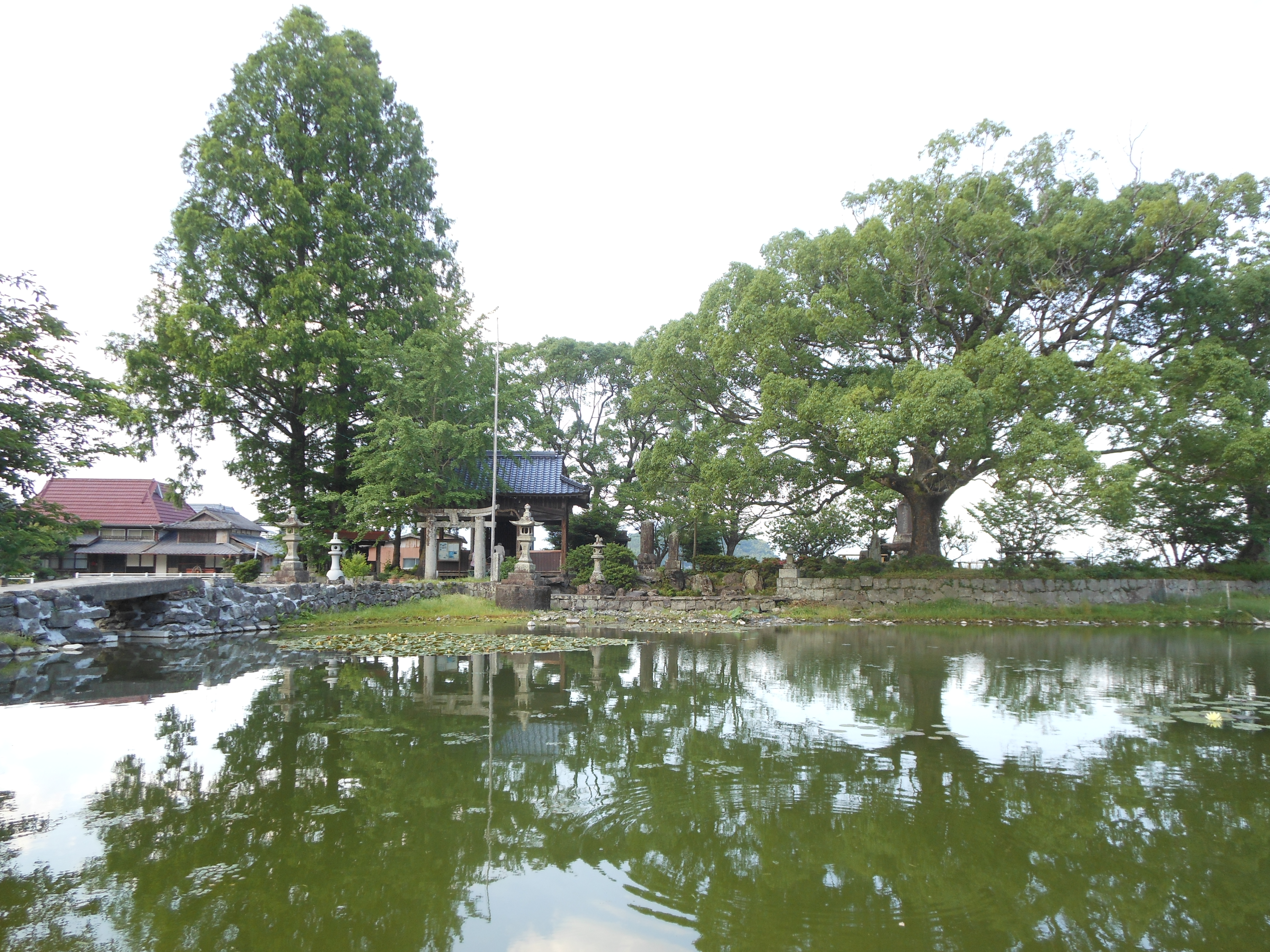
縫ノ池・厳島神社と湖畔林

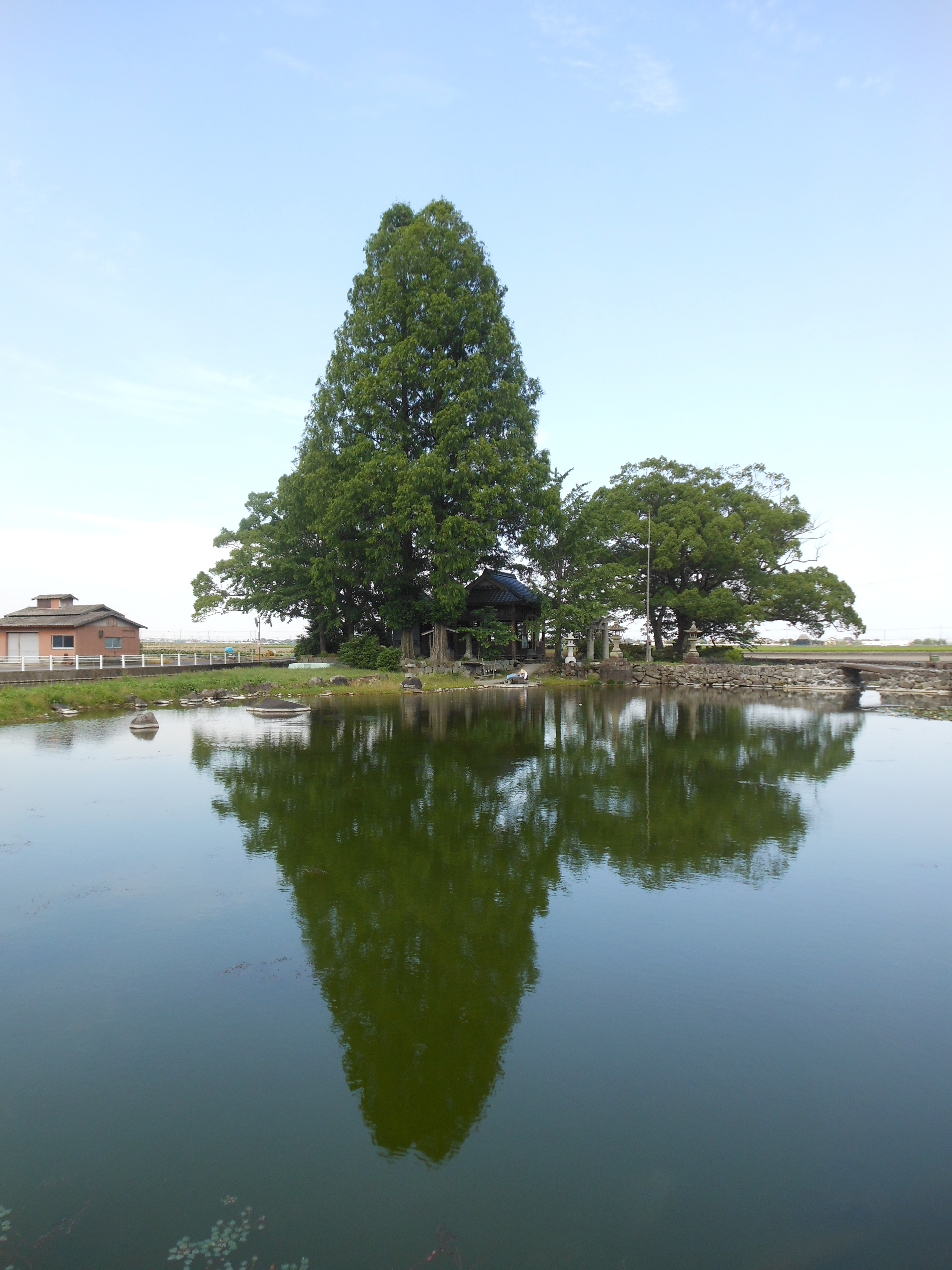
縫ノ池・厳島神社と湖畔林

## 概要
池の位置する白石平野（佐賀平野西南部）西部の杵島山麓一帯には元々北部九州有数の湧水群が存在しており、縫ノ池も800年以上の歴史があるとされている。この湧水群は地域の農業用水、生活用水として利用されてきたが、国策として干拓事業が進められ農業用水が増大すると、付近を流れる六角川は有明海から海水が遡上するため利用が難しかった白石平野では水不足が常態化した。さらに、昭和30年代前半の旱魃対策として多数の深井戸が掘られ、生活用水も地下水に頼るようになった結果、この地域の湧水群は全て枯れ果て、縫ノ池も1958年に干上がってしまった。
しかし、2001年4月に飲料水を佐賀導水事業の佐賀西部広域水道企業団によって表流水に転換すると、直後から厳島神社の周囲から湧水が出始め、池が復活した。湧水は飲用にも適しており金妙水と名付けられ、地域住民が設置した汲み取り口は水汲みスポットとして観光地のひとつとなっている。汲みとり口の湧水量は毎秒1.2リットルで1日に100,000リットル。湧水は池の中数カ所にあり、一日に湧き出る水の全量は200,000リットルにはなると見られている。

## 歴史
現在あるのは厳島神社だが、古くは弁財天が祀られていた。建立したのは平重盛と伝えられている。縫ノ池の湧水は多良岳に降った雨が長年地下を通って流れて来ると思われる。嬉野市の西部にある轟の滝に住む龍神が縫ノ池の弁天に会いに来たという恋物語の伝説もある。
縫ノ池の名は、およそ500年前にこの地を治めていた須古城主平井経治のおじ、縫殿助冶綱に因むもので、「縫殿ノ池」とも呼ばれていた。池の底には竜宮城が有るという伝説もあり、池での狩りを好んだ経冶が乙姫の怒りを買ったため、縫殿助冶綱が詫びに行ったという伝説もある。

## 受賞
- 農林水産省「田園自然再生活動コンクール」農村振興局長賞（2010年）[5]
- 農林水産省「第5回美の里づくりコンクール」審査会特別賞（2010年）[6]
- 国土交通省「手づくり郷土賞」（「40年ぶりに復活した縫ノ池湧水の保全と地域づくり」、2011年）[7]
- サガテレビ主催「第7回佐賀環境大賞」大賞（2010年）[8]

## アクセス
- 国道207号から武雄北方方面へおよそ3キロ。
- 最寄り駅は肥前白石駅または肥前竜王駅だが、駅からの交通手段はない。